# Johann Kranitz
Johann Kranitz (* 5. April 1888 in Neusiedl am See; † 22. Februar 1963 ebenda) war ein österreichischer Schuhmacher und Politiker (SPÖ). Kranitz war verheiratet und von 1945 bis 1947 Abgeordneter zum Burgenländischen Landtag.
Kranitz erlernte nach der Volksschule den Beruf des Schuhmachers und leistete den Militärdienst im Ersten Weltkrieg ab. Er trat 1945 der SPÖ bei und war von 1946 bis 1951 Gemeinderat in Neusiedl am See. Er vertrat die SPÖ ab dem 13. Dezember 1945 im Burgenländischen Landtag und verzichtete per 9. Oktober 1947 auf sein Landtagsmandat. 